# Robert Guillin
Robert Louis Guillin (Parigi, 14 febbraio 1926 – Béziers, 25 novembre 2013) è stato un cestista francese.

## Carriera
Con la Francia ha disputato i Giochi olimpici di Helsinki 1952 e due edizioni dei Campionati europei (1951, 1953).